# Woolworth Deutschland

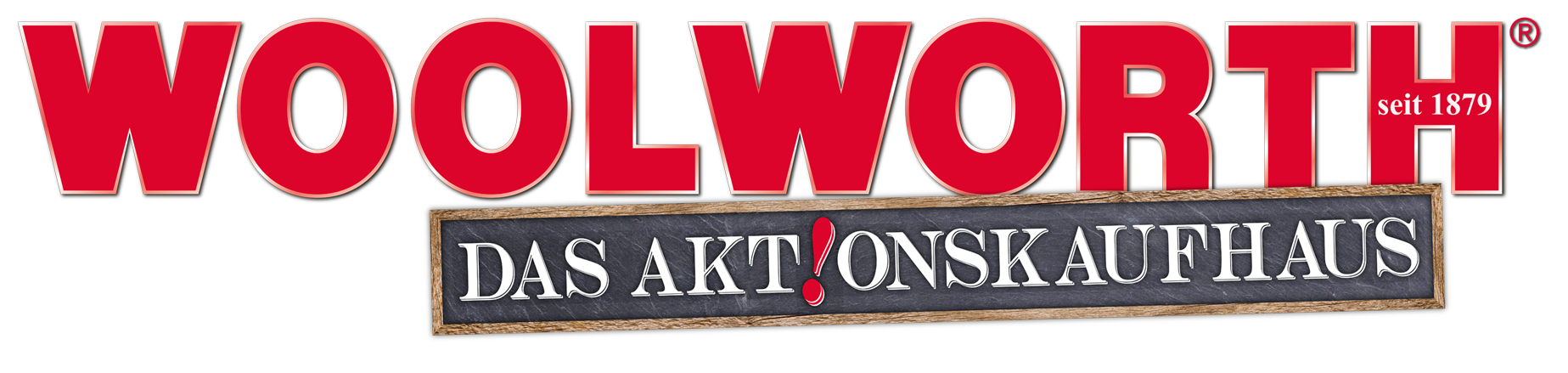
Ehemaliges Logo (2016)

Ehemaliges Logo (2012)

Historisches Logo mit hellerem Rot und anderem „R“ (2008)

Die Woolworth GmbH [ˈwʊlwɝːθ] ist ein Einzelhandelsunternehmen mit über 700 Kaufhäusern bundesweit. Haupteigentümer ist mehrheitlich die Dortmunder HH Holding. Zum Sortiment zählen Dekorations- und Haushaltsartikel, Elektro-, Drogerie- und Geschenkartikel sowie Bekleidung für die ganze Familie. Woolworth verfolgt nach eigenen Angaben die Absicht, das Standortnetz auf 1500 Kaufhäuser bundesweit auszubauen.
2020 eröffnete Woolworth im westfälischen Unna eine neue Unternehmenszentrale mit angrenzendem Logistikkomplex.

## Geschichte

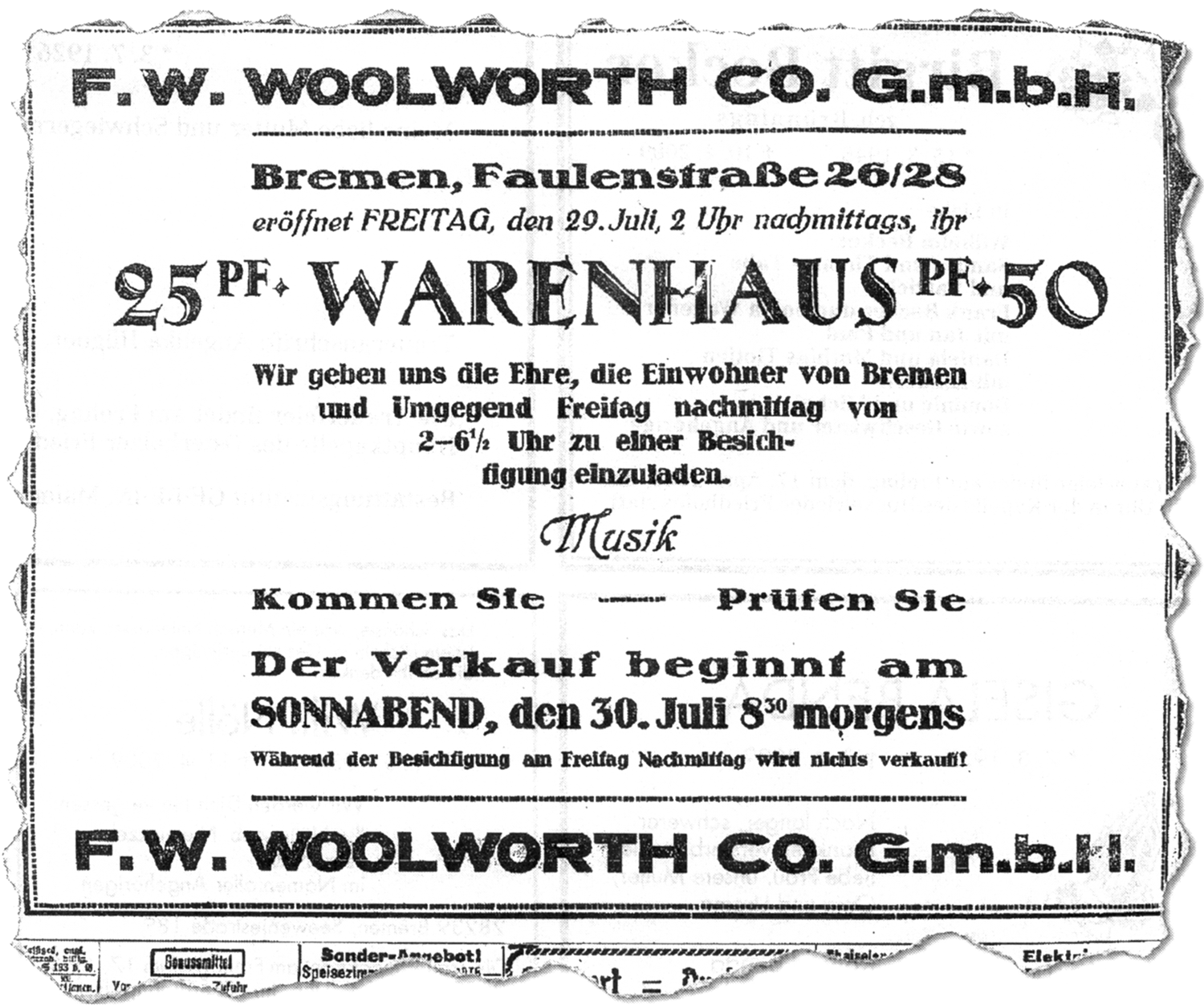
Anzeige zur Eröffnung in Bremen am 28. Juli 1927

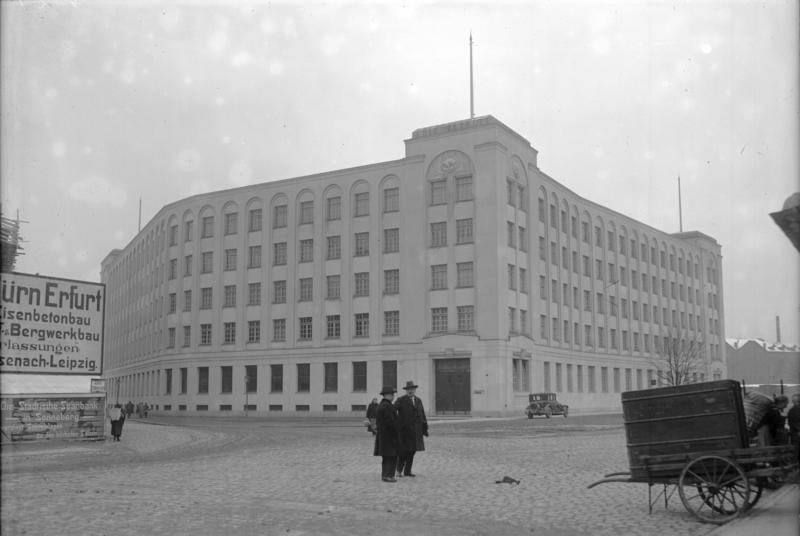
Woolworth-Gebäude in Sonneberg, 1929

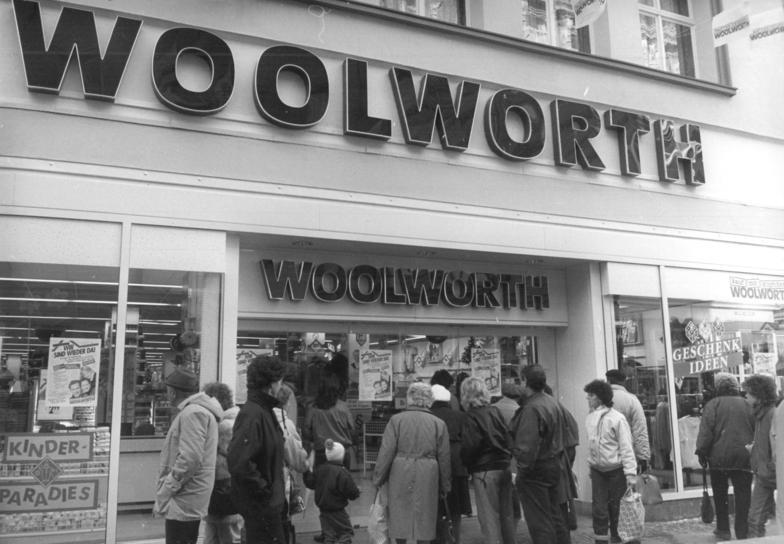
Neueröffnung der Woolworth-Filiale am 6. Dezember 1990 in Halle (Saale). Das Gebäude war bereits 1933 im Besitz der Woolworth-Kette und wurde 1990 erneut bezogen.

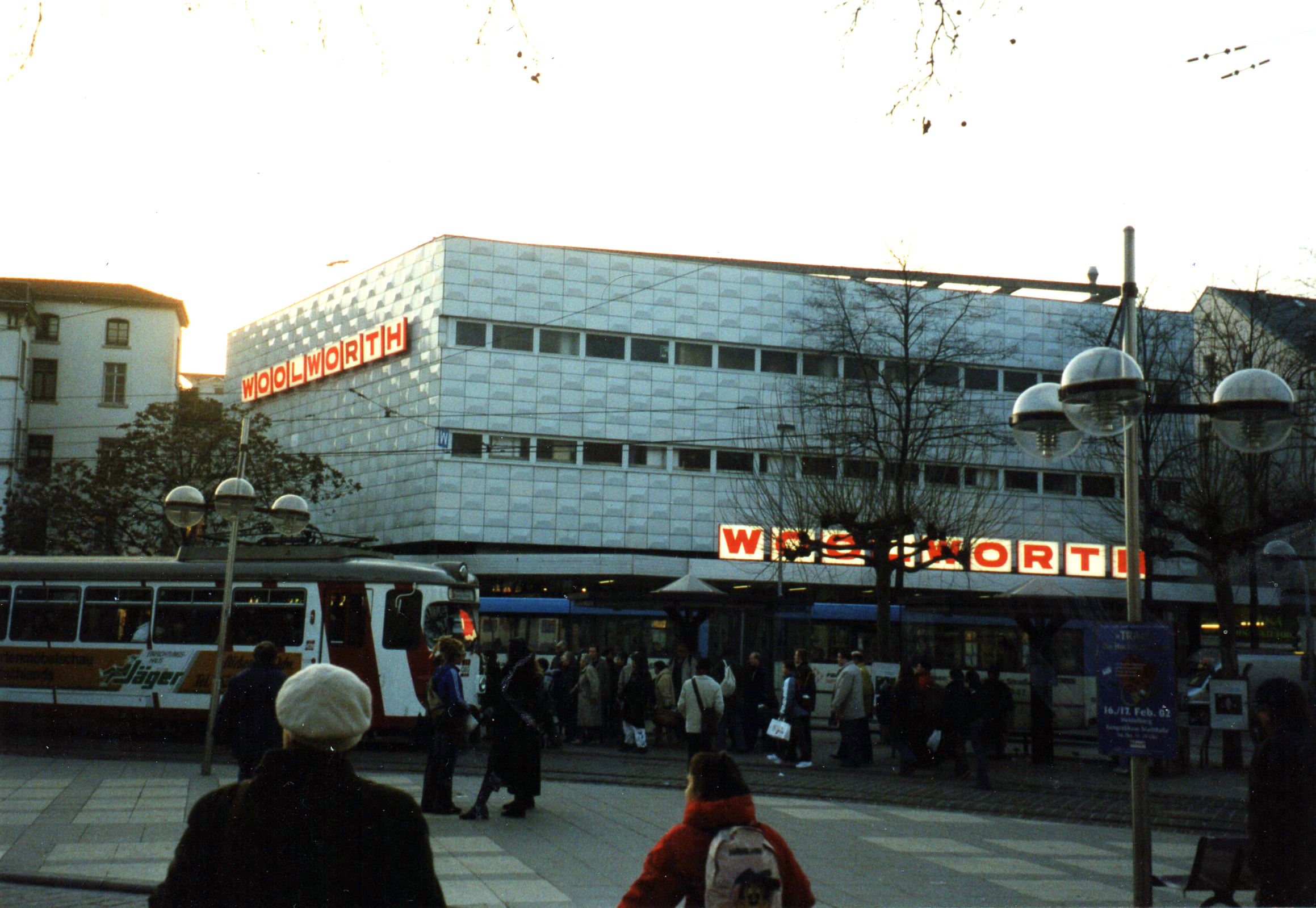
Filiale in Heidelberg, mit den charakteristischen Fassadenplatten, 2002

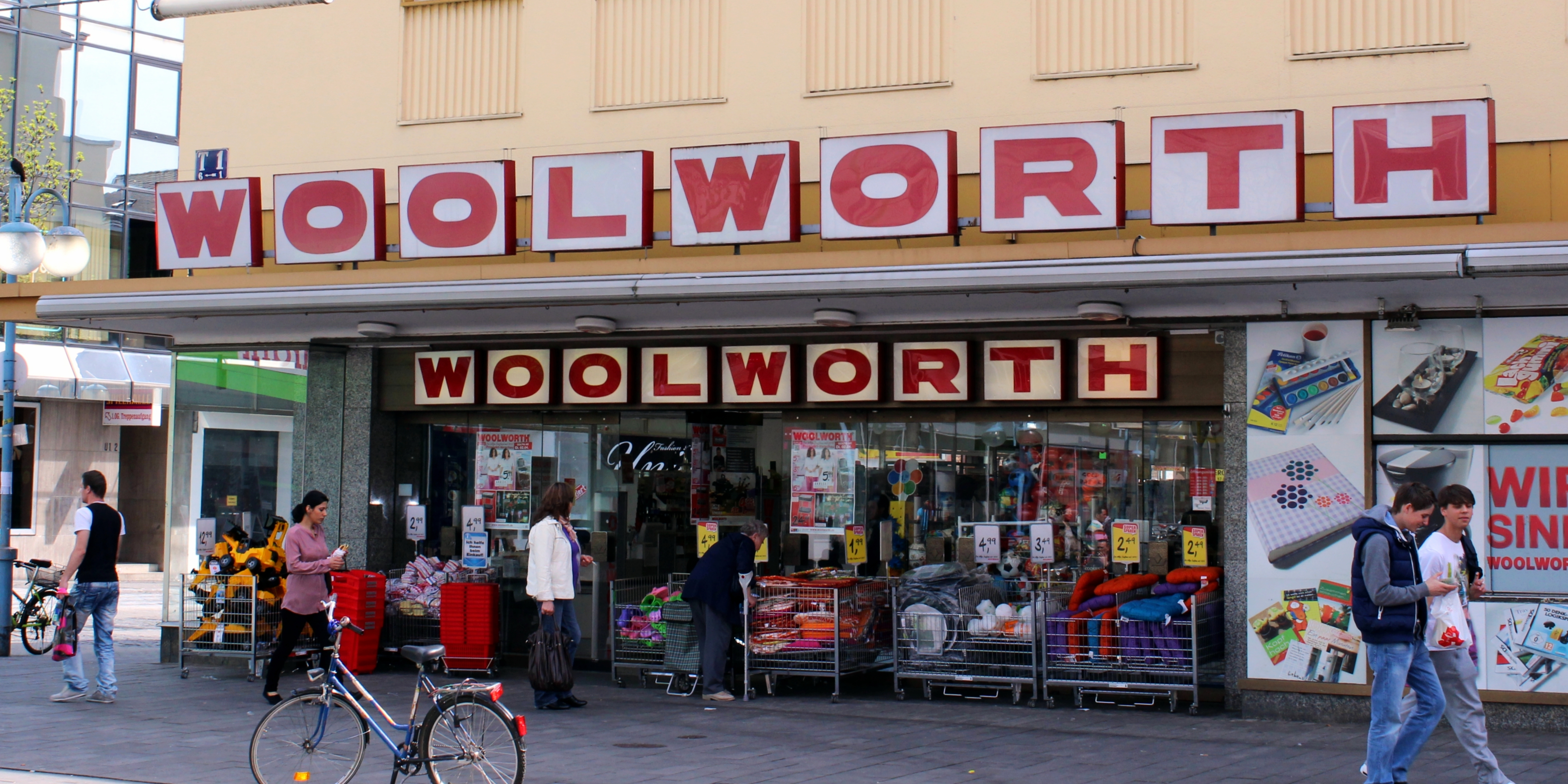
Woolworth-Filiale in Mannheim am alten Standort

### 1926 – 1998: Deutsche Tochter der US-amerikanischen Woolworth
Ihren Ursprung hat die Marke Woolworth in den USA. Am 22. Februar 1879 gründete der Unternehmer Frank Winfield Woolworth die nach ihm benannte F.W. Woolworth Company. In seinen Läden („The Great Five Cent Stores“) präsentierte er sämtliche Waren offen auf Ladentischen und zu einheitlichen Preisen von fünf bzw. zehn Cent. Zur damaligen Zeit war es noch üblich, die Waren in Regalen zu lagern und erst auf Wunsch des Kunden vorzulegen. Außerdem gab es kaum festgelegte Preise.
Am 2. November 1926 wurde die deutsche Tochtergesellschaft der US-amerikanischen F.W. Woolworth Company im Hotel Adlon Berlin gegründet. Am 30. Juli 1927 eröffnete in Bremen das erste Kaufhaus von Woolworth in Deutschland. Das aus den USA bekannte Konzept der festen Preise (hierzulande 25 und 50 Pfennig) sowie der offenen Warenpräsentation hielt damit auch in Deutschland Einzug. Am 26. August 1927 wurde in Berlin ein „nach dem amerikanischen Prinzip »Nichts über 50 Pfennig« eingerichtet[es]“ Warenhaus eröffnet.
Im März 1932 wurde bekannt, dass der Woolworth-Konzern die Nationalsozialistische Deutsche Arbeiterpartei (NSDAP) mit mehreren Geldspenden unterstützt hatte.
Lange Zeit betrieb Woolworth in Deutschland verschiedene Tochterunternehmen. Darüber hinaus gab es noch Schmuckfachgeschäfte, die unter dem Namen Rubin auftraten. Heute agieren die noch existierenden Tochterunternehmen teils selbständig, teils als Teil der ehemaligen amerikanischen Muttergesellschaft, zum Beispiel Foot Locker.
Obwohl Woolworth noch 1979 das größte Kaufhausunternehmen der Welt war, geriet das Unternehmen in wirtschaftliche Schieflage. 1997 wurden die letzten Kaufhäuser in den USA geschlossen.

### 1998 – 2009: Ausgründung der DWW, Insolvenz
Im Zuge der Insolvenz der US-amerikanischen Muttergesellschaft machte sich die deutsche Woolworth im Jahr 1998 durch einen Management-Buy-Out selbstständig. Die neu gegründete DWW Deutsche Woolworth GmbH & Co. OHG mit Hauptsitz in Frankfurt am Main betrieb im Laufe der Jahre bis zu 330 Kaufhäuser in ganz Deutschland.
Im Oktober 2007 übernahm der US-amerikanische Finanzinvestor Cerberus Capital Management als Eigentümer von rund 100 Woolworth-Filialen gemeinsam mit dem britischen Investor Argyll Partners das Geschäft der Woolworth Deutschland.
Am 11. April 2009 reichte Argyll Partners für den deutschen operativen Geschäftsbetrieb einen Insolvenzantrag beim Amtsgericht Frankfurt am Main ein. 23 ehemalige Woolworth-Filialen wurden daraufhin von dem Textildiscounter NKD übernommen. Die Drogeriemarktkette Schlecker plante ebenfalls die Übernahme mehrerer Filialen. Das Bundeskartellamt genehmigte Ende August 2009 die Übernahme von maximal 71 Woolworth-Filialen. Im September 2009 erklärte der Pressesprecher des Insolvenzverwalters, dass das operative Geschäft mit voraussichtlich 160 von ursprünglich 310 Filialen in einer neu gegründeten Deutsche Woolworth GmbH weitergeführt werden sollte. Im Mai 2010 übernahm die H. H. Holding Unternehmensteile der Deutschen Woolworth GmbH im Rahmen eines Asset Deals. 158 Standorte wurden weitergeführt und der Firmensitz von Frankfurt nach Unna verlegt. Dort nahm die neu gegründete Woolworth GmbH am 1. Juli 2010 ihren Geschäftsbetrieb auf.
Die österreichischen Filialen wurden im Zuge der Insolvenz von der Deutschen Woolworth GmbH (DWW) abgetrennt und an den Finanzinvestor bluO verkauft. Die Läden wurden geschlossen und als Adler-Modewelt neu eröffnet. Auch die Adler Modemärkte GmbH gehörten zeitweise zu bluO.

### 2010 – heute: Neugründung der Woolworth GmbH
Nach einer Neuausrichtung des Geschäftsmodells begann Woolworth ab dem Geschäftsjahr 2013/2014 wieder wirtschaftlichen Erfolg zu haben.
Es folgte eine Zeit des steten Wachstums. Im Jahr 2016 eröffnete Woolworth das 300. Kaufhaus in Deutschland, drei Jahre später waren es mehr als 400. Das Unternehmen platzierte sich als Nahversorger mit Artikeln des täglichen Bedarfs im Einzelhandel. Seit 2025 betreibt Woolworth über 800 Kaufhäuser in Deutschland. Zu diesem Zeitpunkt gab das Unternehmen das Expansionsziel bekannt, mittelfristig bis zu 1000 Standorte in Deutschland betreiben zu wollen.
Als eines von wenigen deutschen Einzelhandelsunternehmen konnte Woolworth auch nach den bundesweiten Lockdowns im Zuge der Corona-Pandemie in den Jahren 2020 und 2021 verhindern, Kaufhäuser dauerhaft zu schließen.
Im August 2021 spendete die Woolworth GmbH 100.000 € an die FDP.

## Expansion
158 Filialen hatte die Woolworth GmbH von der alten Gesellschaft übernommen. Seitdem entwickelte sich das Kaufhausnetz beständig weiter. In Dortmund eröffnete 2016 in der Haupteinkaufstraße das 300. Kaufhaus. 2019 folgte in der Bielefelder Innenstadt das 400. Am 1. Juni 2023 eröffnete in Hamburg-Barmbek das 600. Kaufhaus, was zugleich der 12. Standort in der Hansestadt ist.
Woolworth bevorzugt Neubau- oder Bestandsimmobilien in gut frequentierten Fußgängerzonen und Einkaufslagen der Innenstädte, Stadtteilzentren, Einkaufs- und Shoppingzentren sowie attraktive Fachmarktlagen.

### Expansion ins Ausland
Im Mai 2023 eröffnete Woolworth drei Filialen in Polen (Krakau, Posen, Warschau). Zugleich kündigte das Unternehmen an, noch im selben Jahr nach Österreich expandieren zu wollen. Im November eröffnete es in Eisenstadt die erste Filiale in Österreich.

## Sortiment
Woolworth bietet rund 6000 Artikel im unteren und mittleren Preissegment an. Vor der Insolvenz im Frühjahr 2009 bezeichnete die Presse das Sortiment als „Sammelsurium von mehr als 25.000 Artikeln“. Einen Großteil des neuen Warenangebots machen Hartwaren aus, wie Dekorationsartikel, Accessoires, Spiel-, Schreib- und Haushaltswaren sowie Tierzubehör. Ergänzt wird das Sortiment aus Bekleidung für Herren, Damen, Kinder und Babys sowie Heimtextilien. Entsprechend der Preisstrategie bietet Woolworth Produkte von bekannten und weniger bekannten Marken an. Bei den bekannten Marken setzt Woolworth beispielsweise auf Ravensburger, Lego, Panasonic, Coca-Cola und Haribo. Darüber hinaus bietet das Unternehmen wechselnde Lizenzwaren, so zum Beispiel Hello Kitty, und diverse Eigenmarken an. Bei den Eigenmarken decken Infinity Man, Woman, Kids und Sports den Bereich Oberbekleidung für alle Altersklassen ab. Weitere Eigenmarken sind unter anderem Belday Home (Heimtextilien), Basic Concept (Koffer, Trolleys, diverse Hartwaren), Swiss Concept (Accessoires), Hüftgold (textile Accessoires), Stenzer (Schreibwaren), marVital (Kosmetik) und elta (Elektro).

## Ausbildung
Pro Jahr beginnen etwa 200 Auszubildende eine Ausbildung bei Woolworth, vornehmlich im Bereich Vertrieb. Das Unternehmen bildet in insgesamt 13 Berufen und weiterbildenden Berufen aus.